# گاینسبورو (تنسی)
گاینسبورو(به انگلیسی: Gainesboro) شهری در ایالت تنسی کشور ایالات متحده آمریکا است که جمعیت آن در سرشماری سال ۲۰۱۰ میلادی، ۹۶۲ نفر بوده‌است.